# Розсіяні елементи
Розсіяні елементи (рос. рассеяные элементы, англ. trace elements; нім. Spurenelemente n pl) — група хімічних елементів (цезій, рубідій, кадмій, скандій, ґалій, індій, талій, ґерманій, гафній, ванадій, селен, телур, реній), які містяться в земній корі переважно у вигляді домішок до мінералів, у складі мінеральних утворень чи металоорганічних сполук і попутно вилучаються з руд інших металів або вугілля, солей, фосфоритів та ін.
В земній корі вони знаходяться в розсіяному стані в інших мінералах. Самостійних промислових родовищ не утворюють, а видобуваються попутно при переробці руд інших корисних копалин. Ці метали відіграють надзвичайно важливу роль в сучасних галузях техніки. Входячи до складу багатьох сплавів, використовуються в радіопромисловості, радарних установках (германій і реній), в телерадіоапаратурі, в підшипниках, у виробництві фарб, в медицині для виготовлення лікувальних препаратів тощо. Основними джерелами їх видобутку є різноманітні руди: цезію і рубідію — гранітні пегматити, галію — алюмінієві руди (боксити), ренію — молібденовий концентрат, індій і кадмій видобувається зі сфалериту, германій — із золи кам'яного вугілля, селен і телур — із продуктів переробки мідних, поліметалічних і нікелевих руд та ін.